# Carmina Burana
Pour les articles homonymes, voir Carmina Burana (homonymie).
Carmina Burana (latin : « Poèmes » ou « Chants de Beuern ») est le titre que le linguiste allemand Johann Andreas Schmeller a donné à un manuscrit découvert en 1803 dans l’abbaye de Benediktbeuern (Bavière) et dont la première édition date de 1847. Il s’agit de la compilation, partiellement notée en neumes et rédigée entre 1225 et 1250, de 315 chants profanes et religieux composés en latin médiéval — certaines parties étant en moyen haut-allemand, arpitan, ainsi qu'en français —, majoritairement par les goliards, des ecclésiastiques défroqués ou des étudiants vagabonds. Le manuscrit comporte des chansons d’amour, des chansons à boire et à danser ainsi que des pièces religieuses.
La popularité du recueil connut un regain au XXe siècle grâce au vif succès de l'œuvre musicale de Carl Orff du même nom, Carmina Burana, composée en 1935-1936, dans laquelle Orff reprend vingt-quatre des chants du manuscrit.

## Poésie des Carmina Burana

### Auteurs
L'immense majorité des poèmes de ce recueil ne sont pas signés, car l'anonymat était parfois requis au vu des thèmes qu'ils abordaient, afin d'éviter une excommunication ou d'autres poursuites. Cependant, grâce à d'autres manuscrits et à des similarités de style, on a pu attribuer de nombreux poèmes à des auteurs anciens (comme Virgile, Horace ou Ovide) et médiévaux (comme Hugues d'Orléans et surtout Gautier de Châtillon). On y trouve aussi des proverbes dont on a perdu l'origine. Les auteurs des poèmes avaient une vie instable, errante et parfois insalubre, mais jouissaient tout de même d'une position sociale privilégiée. Ils pouvaient être des étudiants, des clercs bénéficiant d'une prébende, ou bien ayant reçu les ordres mineurs. Ils étaient parfois proches du pouvoir, comme ce fut le cas de Hugues d'Orléans, protégé du chancelier de l'empereur Frédéric Barberousse. Quant à Gauthier de Châtillon, il était chanoine d'Amiens et secrétaire de l'archevêque de Reims. Ces deux poètes sont d'importantes figures de la littérature goliardique.

### Inspiration et formes d'écriture
Les auteurs étaient tous des lettrés ; ils connaissaient la Bible et les œuvres maîtresses de l'Antiquité. Ils avaient étudié les deux cycles de l'enseignement supérieur du Moyen Âge : le trivium et le quadrivium, ce qui leur permettait de montrer l'ampleur de leurs connaissances. Par exemple, dans les poèmes qui traitent des animaux, ils peuvent faire l'énumération de nombreuses espèces différentes après avoir consulté des spécialistes.
Dans la poésie du XIIIe siècle, il vaut mieux être érudit qu'original ; les poètes ne cherchent pas à innover les uns par rapport aux autres. Ils reprennent souvent les mêmes thèmes tout en essayant de leur donner un point de vue plus personnel. Ils citent régulièrement les auteurs antiques pour donner de l'importance à leur propos. 

#### Poésie métrique et rythmique
On retrouve dans les Carmina Burana de la poésie métrique, issue de l'ancienne poésie latine, reposant sur un ordre donné de syllabes longues et brèves. En effet, il y a en latin un accent donné sur certaines syllabes dans un mot.
La poésie rythmique apparaît à la fin de l'Empire romain. Dans ce genre, il n'y avait plus de règle concernant la place de l'accent dans le vers. Les poètes jouaient donc sur la place de cet accent pour composer leurs oeuvres. Les oeuvres relevant de la poésie rythmiques constituent l'essentiel des Carmina Burana.

#### Plurilinguisme dans lesCarmina Burana
Les poèmes étaient principalement écrits en latin, mais comportaient souvent une strophe finale en langue vulgaire pour en faciliter le chant. 

### Thèmes du recueil
Les thèmes des Carmina Burana sont principalement goliardiques. Ils expriment les désirs d'une jeunesse contrainte par la longueur et l'ambiance austère des études. Dans leurs poèmes, ils critiquent tous les représentants de l'ordre social, qu'ils soient ecclésiastiques, nobles ou paysans. Il faut toutefois noter qu'il y a assez peu de critiques envers la noblesse, en partie car les nobles étaient leurs principaux mécènes. On en voit beaucoup plus à l'encontre des chevaliers, vus comme des brutes ainsi qu'une menace à leur statut social. En effet, au moment de la rédaction de ces poèmes dans la première moitié du XIIIe siècle, les chevaliers ne se contentent plus seulement de combattre, mais s'intéressent aussi aux écrits en langue vulgaire.
Les critiques les plus virulentes sont à l'encontre de l'Église. On peut expliquer ce fait par le contexte de la rédaction du recueil ; celui de la lutte du sacerdoce et de l'Empire ; les goliards prenant généralement parti en faveur de l'Empire. Les auteurs des Carmina Burana font une critique de l'Église et condamnent la misogynie des auteurs religieux de leur époque, mais ne formulent pas de condamnation à l'encontre de la religion. 
Il ne faudrait pas surestimer l'aspect contestataire des auteurs goliards du recueil, car la parodie était un genre très répandu dans le divertissement médiéval (comme la fête de l'âne, où l'on tournait en dérision les cérémonies religieuses). Dans les monastères, on composait aussi des farces en latin.  
Parmi les thématiques les plus récurrentes, on retrouve une exaltation de l'amour et du printemps, du vin et du jeu. Les poèmes des Carmina Burana prônent des valeurs proches de l'épicurisme. Ils associent souvent Bacchus, dieu du vin, à Vénus, déesse de la beauté. Ils y ont même inventé le Saint Patron du jeu de dés : Décius. Toutes ces évocations nous montrent l'importance du rôle des tavernes dans les villes universitaires médiévales, un important lieu de sociabilité. 

## Organisation générale du recueil

### Structure
Les 315 pièces différentes se répartissent en :
- Carmina ecclesiastica (chansons religieuses) ;
- Carmina moralia et satirica (chansons morales et satiriques) ;
- Carmina amatoria (chansons d’amour) ;
- Carmina potoria (chansons à boire) ;
- Ludi (jeux religieux) ;
- Supplementum (supplément).

Les poèmes varient selon leur forme et sont de longueur inégale, allant d'un vers unique (comme le CB18a) et peuvent aller jusqu'à 79 strophes, c'est-à-dire treize pages (le CB63a). Ils ne sont pas tous écrits en vers; on en trouve trois en prose. Ces derniers ne sont soumis à aucune des règles de la versification. Tous écrits dans une grande diversité de ton, les poèmes sont parfois écrits dans un « style élevé », « un lyrisme délicat » mais peuvent aussi faire l'éloge d'un mode de vie épicurien dans des termes considérés comme grossiers. 

### Disposition des poèmes dans le recueil
Lorsqu'ils ont été mis en page au XIIIe siècle, ils n'étaient que très peu à être accompagnés par un titre. On trouve quelques miniatures dans le manuscrit pour accompagner un poème, dont la plus célèbre demeure celle illustrant O Fortuna.  

## Discographie
L'intégralité, un choix ou diverses pièces du recueil, généralement attachés à une thématique particulière, sont enregistrés par des ensembles de musique médiévale, notamment :
- Thomas Binkley et le Studio der frühen Musik (deux disques vinyles : 20 chants en 1964 et 13 en 1967, Teldec/Warner) ;
- René Clemencic et son Clemencic Consort (1974 à 1977, Harmonia Mundi France) ;
- Thomas Binkley (1983, double disque vinyle, L'Oiseau-Lyre/Decca) ;
- Marcel Pérès et l’ensemble Organum (1989, HM) ;
- Berry Hayward et l’ensemble Caillard (1990, BNL) ;
- Jean-Michel Deliers et l’ensemble Alegria (1991, Pierre Verany)[4] ;
- Philip Pickett et le New London Consort (L'Oiseau-Lyre, 4 CD, 1994 : Vol. I paru en un CD en 1987, Vol. II paru en un CD en 1988, Vols. III & IV parus en un double CD en 1989).

ainsi que 
- Joël Cohen et le Boston Camerata (1987, Erato/Warner) ;
- La Reverdie (1990 et Sacri Sarcasmi 2008, Arcana) ;
- Ultreia (1999 et 2007) ;

- Obsidienne (2010, Eloquentia), etc.

#### Ouvrages spécialisés
- (en) Olive Sayce, Plurilingualism in the Carmina Burana, Goepingue, Göppingen : Kümmerle Verl, 1992, 244 p.

#### Articles spécialisés
- Étienne Wolff, « Les Carmina Burana : plurilinguisme et poésie », Bulletin de l'Association Guillaume Budé, no 3,‎ décembre 1998, p. 260-271 (DOI https://doi.org/10.3406/bude.1998.1925)